# Alloscirtetica sakakibarai
Alloscirtetica sakakibarai är en biart som beskrevs av Urban 1977. Alloscirtetica sakakibarai ingår i släktet Alloscirtetica och familjen långtungebin. Inga underarter finns listade i Catalogue of Life.